# Antonio Sibilia
Antonio Sibilia (Mercogliano, 4 novembre 1920 – Mercogliano, 29 ottobre 2014) è stato un imprenditore e dirigente sportivo italiano.
Ha ricoperto la carica di presidente dell'Avellino dall'ottobre 1970 al giugno 1975, dal 1982 al giugno 1983 e infine dal 1995 all'estate del 2000, quando ha lasciato definitivamente la proprietà della squadra. 
Era il padre del senatore Cosimo Sibilia.

## Biografia

### I primi anni
Dopo aver conseguito la licenza elementare, rimasto orfano di padre a soli 13 anni, con sei fratelli da mantenere, abbandona la scuola e inizia a lavorare come muratore. Dopo la gavetta, avvia una propria impresa edile fino a diventare un costruttore con un notevole patrimonio.
Nell'ottobre del 1970 ha inizio il rapporto tra Sibilia e l'Avellino, con la formazione irpina ancora in Serie C. Subentra, come presidente del club, ad Annito Abate e dopo tre anni centra il primo obiettivo: la promozione in Serie B. Nel 1975, con l'Avellino in cadetteria, cede il timone della società (senza però uscire dal club) ad Arcangelo Iapicca, noto in città per il suo impegno politico.

### L'Avellino in Serie A
L'Avellino compie un nuovo balzo in avanti e viene promosso in Serie A. È il 1978 e per l'Avellino sta per cominciare il primo di dieci anni consecutivi nella massima serie italiana. Dopo i primi anni di permanenza in massima divisione, nel 1981 Sibilia riassume la presidenza e ottiene tre salvezze di fila, esonerando al tempo stesso molti allenatori. 
Negli anni in cui l'Avellino milita in massima serie, Sibilia acquisisce notorietà in tutta Italia come scopritore di talenti, più di tutti il brasiliano Juary di cui inizialmente non approvò l'acquisto, ma anche per gli strafalcioni linguistici e per le modalità di gestione dei calciatori, talvolta persino aggrediti fisicamente. Era nota, infatti, la sua avversione nei confronti dei "capelloni" e di coloro che indossassero orecchini, tatuaggi e ogni altro tipo di abbellimento estetico.
La sua storia calcistica si interrompe bruscamente nel 1983, a causa di vicissitudini giudiziarie.

### Controversie
Nell'ottobre del 1980 si reca a una delle udienze del processo che vede imputato Raffaele Cutolo, capo incontrastato della Nuova Camorra Organizzata.
Durante una pausa saluta il boss con tre baci sulla guancia e gli consegna una medaglia d'oro con dedica («A Raffaele Cutolo dall'Avellino calcio»). Giustificherà il suo omaggio con queste parole:
L'intera vicenda suscita l'interesse giornalistico di Luigi Necco, che il 29 novembre 1981, mezz'ora prima della partita Avellino-Cesena, viene gambizzato in un ristorante di Avellino per mano di tre uomini inviati da Vincenzo Casillo, detto 'O Nirone, luogotenente di Cutolo fuori dal carcere.
La storia non può più passare inosservata ed Antonio Sibilia finisce nel mirino della magistratura. Scattano, per lui, la detenzione e un lungo processo per associazione per delinquere di stampo mafioso iniziato il 17 maggio 1984, con l'accusa di essere stato il mandante dell'agguato contro il procuratore della Repubblica di Avellino Antonio Gagliardi, avvenuto il 13 settembre 1982; il processo si concluderà con l'assoluzione per insufficienza di prove.

### Il ritorno alla presidenza dell'Avellino
Soltanto nell'estate del 1994 riesce a tornare ad occuparsi del suo vecchio club. L'Avellino è nelle mani della Bonatti di Calisto Tanzi ed è guidata dal presidente Gaetano Tedeschi. La squadra milita, con scarsi risultati, in Serie C1 e rischia seriamente di non iscriversi alla stagione 1994-1995. Il pubblico avellinese è in piena contestazione nei confronti della dirigenza del club, che però non sembra voler cedere alle proteste dei tifosi.
Allo scopo di riprendere il timone della società, organizza un triangolare con tutte le vecchie glorie dell'Avellino della Serie A, che accorrono inneggiando a Sibilia quale nuovo presidente del club biancoverde. Lo stesso Sibilia dichiara apertamente di voler rilevare il club e di volerlo riportare in Serie A. La tifoseria si schiera con Sibilia e la Bonatti cede il club al costruttore mercoglianese. Sibilia torna proprietario dell'Avellino nel giugno del 1994 e affida la presidenza al figlio 35enne Cosimo, la direzione sportiva ad Enzo Nucifora e la panchina della squadra a Giuseppe Papadopulo.
Nella fretta di concludere l'affare, tuttavia, Sibilia non si accorge di aver rilevato un club ben più indebitato di quanto pensasse. Così, dopo una prima stagione culminata con la promozione in Serie B, si rende conto che, per ripianare i debiti, è impossibile poter costruire una squadra competitiva.
Questa situazione porta l'Avellino all'immediato ritorno in Serie C1, dove resterà per i restanti anni della gestione Sibilia, che lascerà la guida della società alla coppia Aliberti-Pugliese, nel 1999.

### Gli ultimi anni di presidenza
Dal 1999, visti anche gli altalenanti risultati dei suoi successori, Sibilia ha più volte dichiarato di voler tornare alla guida della società biancoverde.
Nell'estate del 2007 ha tentato di acquistare il Pescara.
È morto nel 2014, a 93 anni.